# In Fear and Faith
In Fear and Faith is een Amerikaanse rockband afkomstig uit San Diego, Californië.

## Biografie
De band werd opgericht in 2006 door Davey Owens, Mehdi Niroomand, Tyler McElhaney, Jarred DeArmas, Michael Guy en Ramin Niroomand. Zij gingen allen naar dezelfde middelbare school en kenden elkaar zodoende. De band is genoemd naar het gelijknamige nummer van de band Circa Survive. Datzelfde jaar nog bracht de band een zelf-getitelde demo uit ter promotie.
Een jaar later, in 2007 werd zanger Jarred DeArmas uit band gezocht omdat zijn bereik niet hoog genoeg lag. Hij werd vervangen door Tyler Smith, die de schone vocalen voor zijn rekening nam. In 2009 verliet hij de band echter, waarna hij bassist werd bij Greeley Estates. In een nieuwe zoektocht naar een zanger kwam de band uit bij Scott Barnes, die uiteindelijk het enige bandlid zou zijn die na de vele personele wisselingen op ieder studioalbum te horen was. Datzelfde jaar nog bracht de band haar debuutalbum Your World on Fire uit via Rise Records. Hierna volgden de albums Imperial in 2010 en een zelf-getiteld album in 2012, allen via Rise Records op de markt gebracht.
Op 8 juni 2015 kondigde de band tijdens een concert als support-act voor Saosin aan dat dit hun laatste optreden was. Later ontkende de band dit. Zij spraken van een misverstand dat veroorzaakt was dat de muziek te vroeg instartte. Op 14 februari maakte de band via Facebook wereldkundig dat zij werkten aan nieuwe muziek.
Sinds 2017 is de band officieel niet meer actief. Hoewel de leden benadrukken dat de band niet uit elkaar is, zijn meerdere leden wel betrokken bij andere projecten. Anno 2020 is onduidelijk of en wanneer de band weer aan het werk gaat.

## Bezetting
Leden tot 2017
- Jarred DeArmas – leidende vocalen (2006–2007), achtergrondvocalen (2011–2017), bas (2011–2014), keyboards, piano (2013–2017)
- Tyler McElhaney – bas, achtergrondvocalen (2006–2011, 2014–2017)
- Cody "Duke" Anderson – neit-schone vocalen (2007–2010, 2014–2017)
- Noah Slifka – leidende gitaar (2008–2011, 2014–2017), slaggitaar (2007–2011)
- Scott Barnes – schone vocalen (2008–2017); niet-schone vocalen (2010–2014)
- Sean Bell – slaggitaar, achtergrondvocalen (2011–2017), leidende gitaar (2011–2014)
- Chase Whitney – drums, percussie (2014–2017)

Voormalige leden
- Tyler Smith – schone vocalen (2007–2008), keyboards, piano (2007–2008)
- Ramin Niroomand – slaggitaar (2006–2007, 2008–2013), leidende gitaar (2007–2013), keyboards, piano (2008–2013)
- Davey Owens – leidende gitaar (2006–2007)
- Mehdi Niroomand – drums, percussie (2006–2013)
- Michael Guy – keyboards, piano (2006–2007)

Tijdlijn

## Discografie
Studioalbums
| Titel              | Datum            | Label | Hoogste notering in de Amerikaanse hitlijsten | Hoogste notering in de Amerikaanse hitlijsten | Hoogste notering in de Amerikaanse hitlijsten | Hoogste notering in de Amerikaanse hitlijsten |
| Titel              | Datum            | Label | Top 200                                       | US Indie                                      | US Heat                                       | Hard Rock                                     |
| ------------------ | ---------------- | ----- | --------------------------------------------- | --------------------------------------------- | --------------------------------------------- | --------------------------------------------- |
| Your World on Fire | 6 januari, 2009  | Rise  | 193                                           | 23                                            | 8                                             | —                                             |
| Imperial           | 15 juni, 2010    | Rise  | —                                             | 32                                            | 4                                             | 18                                            |
| In Fear and Faith  | 16 oktober, 2012 | Rise  | 143                                           | 37                                            | 3                                             | 12                                            |

Ep's
- Voyage (2007, zelf-uitgebracht)
- Symphonies (2011, Rise)